# Jorge Sanjines
Jorge Sanjines, född 1936, är en boliviansk filmregissör. Sanjines är en kontroversiell person som tillägnar sina filmer till fattiga i sitt hemland för att uppmuntra dem att kämpa för frihet och jämlikhet. Hans första filmer handlade om förtryckta indianer och filmen Ukamau orsakade sådana kontroverser att han fick sparken från sitt filmbolag. Johannesnatten, som handlade om en massaker på gruvarbetare, tvingade honom i exil. Sanjines grundade filmgruppen Ukamau.

## Filmografi
- Ukamau - 1966
- Kondorens blod - 1969
- Johannesnatten - 1971
- Huvudfienden - 1974
- Ut härifrån! - 1977
- La Nacion Clandestina - 1989
- Para Raciber el Canto de los Pajaros - 1995